# Парк Киевского политехнического института
«Парк Киевского политехнического института» или «Политехнический парк» (укр. «Парк Київського політехнічного інституту») — парк-памятник садово-паркового искусства местного значения, расположенный на территории Соломенского района Киева (Украина). Создан 20 марта 1972 года. Площадь — 13,5 га. Землепользователь — коммунальные предприятия по содержанию зелёных насаждений Соломенского района. Является местом отдыха горожан.

## История
Парк получил статус парка-памятника садово-паркового искусства местного значения Решением исполнительного комитета Киевского горсовета от 20 марта 1972 года № 363 с общей площадью 16 га. Решением Киевского горсовета от 17.02.1994 года № 14 площадь парка была уменьшена на 2,5 га.
Парк был заложен в 1903 году, после окончания строительства комплекса Киевского политехнического института. Был заложен в природном стиле, только у корпусов института — в регулярном стиле. Здесь преподавателями и студентами института были высажены 200 видов и форм деревьев и кустарников. В период Великой Отечественной войны парк значительно пострадал (по другим данным, почти не пострадал) и вновь насаживался в 1950-60 годах. К 100-летию со дня основания, в период 2004—2008 года парк был реконструирован и благоустроен КП Киевзеленбудː вырублены старые и больные деревья, насажены новые деревья и кустарники, обустроены газоны. После реконструкции парк стал регулярно-ландшафтным.

## Описание
Парк расположен на правом берегу Днепра в исторической местности Шулявка и ограничен проспектом Победы, улицей Академика Янгеля и корпусами Национального технического университета Украины «Киевский политехнический институт». Имеет прямоугольную форму, вытянутую с запада на восток. Парк служит украшением архитектурного ансамбля КПИ. Есть памятник черногорскому государственному деятелю и поэту Петру II Негошу, открытый 14 июня 2013 года.

## Природа
Цельные насаждения на севере парка (у проспекта Победы) сменяются на юге насаждениями с лужайками (у корпусов КПИ). Саженцы для парка были привезены с леса Фастовского лесничества, редкие виды были предоставлены ботаническим садом Киевского университета. В парке есть аллеи липы (от 4-го корпуса КПИ до проспекта Победы), ясеня (в восточной части парка), дуба (южная часть) и конского каштана (северная часть, вдоль проспекта Победы).
В парке преобладают лиственные породы деревьевː бук, клён серебристый, дуб обыкновенный, ясень, липа сердцелистная, конский каштан обыкновенный, клён остролистный, берёза, робиния ложноакациевая (известный как акация белая), вяз малый (берест), а также экзотические для Украиныː гинкго двулопастный, гимнокладус (бундук), клён сахарный, кавказская лапина. Кроме того есть хвойные породы деревьев такие как сосна обыкновенная и виды рода ель и лиственница.